# 김이나
김이나(1979년 4월 27일 ~ )는 대한민국의 작사가와 방송인이다.

## 작사가 데뷔
가수 윤상을 동경하여 음악과 관련된 일을 해야겠다는 생각에 이동통신사 벨소리 납품회사로 이직을 했고 우연한 기회에 작곡가 김형석을 만나게 되었다. 하지만 피아노 연주를 들은 김형석은 작곡가보다는 작사가를 권유하였으며, 그 계기를 통해 작곡가에서 작사가로 바뀌게 되면서 2003년 성시경의 〈10월에 눈이 내리면〉을 시작으로 작사가 분야에 입문한다.

## 수상 경력
- 2010년 제2회 멜론 뮤직 어워드 송 라이터상
- 2012년 제1회 가온차트 K-POP 어워드 올해의 작사가상
- 2013년 제2회 가온차트 K-POP 어워드 올해의 작사가상
- 2014년 제3회 가온차트 K-POP 어워드 올해의 작사가상
- 2018년 제9회 대한민국 대중문화예술상 문화체육관광부 장관 표창
- 2019년 MBC 방송연예대상 라디오 부문 여자 신인상 《김이나의 밤편지》
- 2022년 MBC 방송연예대상 라디오 부문 여자 우수상 《별이 빛나는 밤에》
- 2024년 MBC 방송연예대상 라디오 부문 여자 최우수상 《별이 빛나는 밤에》

## 저서
- 《김이나의 작사법 (우리의 감정을 사로잡는 일상의 언어들)》 (문학동네)
- 《보통의 언어들》

## 작품 목록
| 연도   | 발매일    | 아티스트                              | 수록앨범                                                           | 작사 곡                                                            |
| ------ | --------- | ------------------------------------- | ------------------------------------------------------------------ | ------------------------------------------------------------------ |
| 2003년 | 10월 16일 | 성시경                                | Double Life : The Other Side                                       | 10월(月)에 눈이 내리면                                             |
| 2004년 | 6월 24일  | 케이디                                | My First Story                                                     | 참 오랜만이에요                                                    |
| 2005년 | 3월 17일  | 별                                    | 별 2                                                               | 내 남자의 여자친구                                                 |
| 2005년 | 5월 4일   | 신화                                  | 신입사원 OST                                                       | 그 날이 오면                                                       |
| 2005년 | 7월 1일   | 김종국                                | This Is Me                                                         | 친구에게                                                           |
| 2005년 | 7월 15일  | 쿨                                    | Forever                                                            | Friends                                                            |
| 2005년 | 7월 15일  | 쿨                                    | Forever                                                            | End... And                                                         |
| 2005년 | 11월 16일 | M3                                    | Modern Music For Most                                              | 다가와                                                             |
| 2006년 | 1월 26일  | 제이, 하울                            | 궁 OST                                                             | Perhaps Love (사랑인가요)                                          |
| 2006년 | 2월 9일   | 정우                                  | 천국의 나무 OST                                                    | 서신                                                               |
| 2006년 | 2월 9일   | 정우                                  | 천국의 나무 OST                                                    | 단념                                                               |
| 2006년 | 2월 9일   | 이완                                  | 천국의 나무 OST                                                    | 이별 없는 곳에서                                                   |
| 2006년 | 2월 10일  | 노을                                  | 전부 너였다                                                        | A Better Tomorrow                                                  |
| 2006년 | 3월 9일   | 브라운 아이드 걸스                    | Your Story                                                         | 묻지 못한 이야기                                                   |
| 2006년 | 7월 28일  | 이문세                                | 발칙한 여자들 OST                                                  | Love, Love, Love                                                   |
| 2006년 | 7월 28일  | 이문세                                | 발칙한 여자들 OST                                                  | 그녀의 향기                                                        |
| 2006년 | 7월 28일  | 이문세                                | 발칙한 여자들 OST                                                  | 모르나요                                                           |
| 2006년 | 7월 28일  | 주나                                  | 발칙한 여자들 OST                                                  | 짝사랑                                                             |
| 2006년 | 9월 11일  | 오현란, JK 김동욱                     | 그때처럼 사랑할 수 있을까..                                        | 그때처럼 사랑할 수 있을까..                                        |
| 2006년 | 11월 1일  | 세븐                                  | Se7olution                                                         | Get Up And Dance                                                   |
| 2006년 | 11월 10일 | SS501                                 | SS501 S.T 01 NOW                                                   | Hana                                                               |
| 2006년 | 11월 16일 | 김용준, 가인                          | SG워너비 & 브라운아이드걸스                                        | Must Have Love                                                     |
| 2006년 | 12월 21일 | 빅뱅                                  | BIGBANG Vol.1                                                      | She Can't Get Enough                                               |
| 2007년 | 1월 25일  | 서지영                                | Different This Time                                                | 어느 멋진 날                                                       |
| 2007년 | 1월 25일  | A&P                                   | 궁S OST                                                            | 나무                                                               |
| 2007년 | 2월 1일   | 이재훈                                | First Album                                                        | Sorrow                                                             |
| 2007년 | 2월 20일  | SAT                                   | Another Day                                                        | 나비효과                                                           |
| 2007년 | 2월 23일  | 윤미래                                | YOONMIRAE                                                          | 나니깐                                                             |
| 2007년 | 3월 1일   | BMK                                   | 999.9                                                              | 이별했니?                                                          |
| 2007년 | 3월 3일   | 황보                                  | Lady In Black                                                      | 소매                                                               |
| 2007년 | 8월 8일   | 신혜성                                | The Beginning, New Days...                                         | 혼잣말                                                             |
| 2007년 | 11월 13일 | 김미려                                | 나를 만나다                                                        | 달콤한 인생                                                        |
| 2008년 | 1월 10일  | JOO                                   | 어린 여자                                                          | 얼굴                                                               |
| 2008년 | 1월 17일  | 브라운 아이드 걸스                    | With L.O.V.E                                                       | LOVE                                                               |
| 2008년 | 1월 17일  | 브라운 아이드 걸스                    | With L.O.V.E                                                       | 이별편지                                                           |
| 2008년 | 4월 29일  | 란                                    | I Love You                                                         | 보고 또 보고 (Feat. H-유진)                                        |
| 2008년 | 5월 9일   | 가영                                  | Red Wine - 그 첫 번째 잔                                           | Last Cry                                                           |
| 2008년 | 5월 13일  | 이지훈                                | The Classic                                                        | 그대가 떠나갑니다                                                  |
| 2008년 | 5월 13일  | 이지훈                                | The Classic                                                        | 친구                                                               |
| 2008년 | 5월 13일  | 이지훈                                | The Classic                                                        | 아나요                                                             |
| 2008년 | 5월 20일  | 길건                                  | Light Of The World                                                 | Over Night                                                         |
| 2008년 | 5월 20일  | 길건                                  | Light Of The World                                                 | I Want U                                                           |
| 2008년 | 6월 3일   | 요아리밴드                            | 리틀맘 스캔들 OST                                                  | 인생은 아름다워                                                    |
| 2008년 | 6월 5일   | 김현정                                | In And Out                                                         | 쉬고 싶어                                                          |
| 2008년 | 6월 10일  | SAT, 에바 포피엘                      | Friends                                                            | Kiss                                                               |
| 2008년 | 7월 14일  | 이효리                                | It's Hyorish                                                       | 천하무적 이효리                                                    |
| 2008년 | 8월 4일   | 팀                                    | 세상 끝에서                                                        | 세상 끝에서                                                        |
| 2008년 | 9월 16일  | 브라운 아이드 걸스                    | My Style                                                           | You                                                                |
| 2008년 | 9월 16일  | 브라운 아이드 걸스                    | My Style                                                           | 어쩌다                                                             |
| 2008년 | 10월 30일 | 브라운 아이드 걸스                    | My Style (Hidden Track)                                            | My Style                                                           |
| 2009년 | 2월 5일   | 화요비                                | This Is Love                                                       | Bad Lady                                                           |
| 2009년 | 2월 24일  | 박상민                                | 니가 그리운 날엔                                                   | 힘내 상민아                                                        |
| 2009년 | 4월 2일   | 휘성, 한승연                          | 우리집에 왜 왔니 OST                                               | 기적                                                               |
| 2009년 | 4월 16일  | 에이스타일                            | Dynamite                                                           | 빈칸 채우기                                                        |
| 2009년 | 5월 19일  | 이정현                                | Avaholic                                                           | Vogue Girl                                                         |
| 2009년 | 7월 21일  | 브라운 아이드 걸스                    | Sound G.                                                           | Glam Girl                                                          |
| 2009년 | 7월 21일  | 브라운 아이드 걸스                    | Sound G.                                                           | Abracadabra                                                        |
| 2009년 | 7월 21일  | 브라운 아이드 걸스                    | Sound G.                                                           | Candy Man                                                          |
| 2009년 | 8월 3일   | 은선                                  | 더블에스 라이프 OST                                                | 3 Step                                                             |
| 2009년 | 8월 11일  | 허니쉬                                | 시집이나 갈까                                                      | 시집이나 갈까                                                      |
| 2009년 | 8월 11일  | 허니쉬                                | 시집이나 갈까                                                      | Dear Mr. Superstar                                                 |
| 2009년 | 10월 26일 | 씨야                                  | Rebloom                                                            | 그 놈 목소리                                                       |
| 2009년 | 10월 29일 | 브라운 아이드 걸스                    | Sound G. Sign                                                      | Sign                                                               |
| 2009년 | 10월 29일 | 아이비                                | I Be..                                                             | Sensation                                                          |
| 2009년 | 11월 5일  | 케이윌                                | 그립고 그립고 그립다                                               | 이별 몰랐던 날                                                     |
| 2009년 | 11월 16일 | 루나, 크리스탈                        | 천하무적 이평강 OST Part 3                                         | 어렵고도 쉬운                                                      |
| 2009년 | 12월 16일 | 가인, 조권                            | 우리 사랑하게 됐어요                                               | 우리 사랑하게 됐어요                                               |
| 2010년 | 3월 25일  | 제국의아이들                          | Leap For Detonation                                                | Man 2 Man                                                          |
| 2010년 | 4월 6일   | 브라운 아이드 걸스                    | Festa On Ice 2010                                                  | Magic (FOI 2010 주제곡)                                            |
| 2010년 | 5월 11일  | 이정현                                | Lee Jung Hyun 007th                                                | 왜 이래                                                            |
| 2010년 | 6월 3일   | 아이유                                | 잔소리                                                             | 잔소리 (With. 임슬옹 of 2AM)                                       |
| 2010년 | 7월 8일   | 나르샤                                | NARSHA                                                             | Fantastic                                                          |
| 2010년 | 7월 8일   | 나르샤                                | NARSHA                                                             | 삐리빠빠                                                           |
| 2010년 | 7월 8일   | 나르샤                                | NARSHA                                                             | Radio Star                                                         |
| 2010년 | 8월 6일   | 지아                                  | Difference                                                         | 웃음만..                                                           |
| 2010년 | 8월 6일   | 지아                                  | Difference                                                         | 불감                                                               |
| 2010년 | 8월 20일  | 나르샤                                | 맘마미아                                                           | 맘마미아 (Feat. 써니힐)                                            |
| 2010년 | 10월 7일  | 김건모                                | 역전의 여왕 OST Part 1                                             | 울어버려                                                           |
| 2010년 | 10월 8일  | 가인                                  | Step 2/4                                                           | 돌이킬 수 없는                                                     |
| 2010년 | 10월 8일  | 가인                                  | Step 2/4                                                           | 가인 (歌人)                                                        |
| 2010년 | 10월 8일  | 가인                                  | Step 2/4                                                           | 진실                                                               |
| 2010년 | 11월 1일  | 신승훈                                | 20th Anniversary                                                   | You Are So Beautiful (With. 이루마)                                |
| 2010년 | 11월 18일 | 김범수                                | 시크릿 가든 OST Part 2                                             | 나타나                                                             |
| 2010년 | 12월 9일  | 아이유                                | Real                                                               | 이게 아닌데                                                        |
| 2010년 | 12월 9일  | 아이유                                | Real                                                               | 좋은 날                                                            |
| 2011년 | 1월 27일  | 쥬얼리                                | Back It Up                                                         | Back It Up                                                         |
| 2011년 | 2월 16일  | 파이브돌스                            | Charming Five Dolls                                                | 너 말이야                                                          |
| 2011년 | 2월 17일  | 아이유                                | Real+                                                              | 나만 몰랐던 이야기                                                 |
| 2011년 | 2월 17일  | 아이유                                | Real+                                                              | 잔혹동화                                                           |
| 2011년 | 3월 10일  | 케이윌                                | 가슴이 뛴다                                                        | 가슴이 뛴다                                                        |
| 2011년 | 3월 17일  | 인피니트                              | Inspirit                                                           | Shot                                                               |
| 2011년 | 3월 29일  | 로맨틱 카우치                         | Like A Virgin                                                      | Like A Virgin (Feat. 코타 of 써니힐)                               |
| 2011년 | 4월 6일   | 김그림                                | Fly High                                                           | Okay (Feat. 박혜경)                                                |
| 2011년 | 6월 3일   | 써니힐                                | Midnight Circus                                                    | Midnight Circus                                                    |
| 2011년 | 6월 21일  | 아이유, 김연아                        | 얼음꽃                                                             | 얼음꽃 (Feat. 김세황)                                              |
| 2011년 | 6월 21일  | 8eight                                | 8eight                                                             | 그 입술을 막아본다                                                 |
| 2011년 | 7월 8일   | 제국의아이들                          | Exciting                                                           | Heart For 2                                                        |
| 2011년 | 7월 21일  | 인피니트                              | Over The Top                                                       | 'Tic Toc                                                           |
| 2011년 | 9월 16일  | 브라운 아이드 걸스                    | Sixth Sense                                                        | Sixth Sense                                                        |
| 2011년 | 9월 16일  | 브라운 아이드 걸스                    | Sixth Sense                                                        | 불편한 진실                                                        |
| 2011년 | 9월 30일  | 지아                                  | Avancer                                                            | 누가 거짓말했나요                                                  |
| 2011년 | 11월 7일  | 원더걸스                              | Wonder World                                                       | Super B                                                            |
| 2011년 | 11월 11일 | 레드애플                              | CODA                                                               | 어쩌다 마주친                                                      |
| 2011년 | 11월 16일 | 서인영                                | Brand New ELLY                                                     | Magical Radio (Elly Mhz) (Feat. 낯선)                              |
| 2011년 | 11월 29일 | 아이유                                | Last Fantasy                                                       | 비밀                                                               |
| 2011년 | 11월 29일 | 아이유                                | Last Fantasy                                                       | 너랑 나                                                            |
| 2011년 | 11월 29일 | 아이유                                | Last Fantasy                                                       | Last Fantasy                                                       |
| 2011년 | 12월 1일  | 손담비, 애프터스쿨                    | Happy Pledis 2012 'Love Letter'                                    | Love Letter                                                        |
| 2012년 | 1월 13일  | 써니힐                                | The Grasshoppers                                                   | 술래잡기                                                           |
| 2012년 | 1월 13일  | 써니힐                                | The Grasshoppers                                                   | 베짱이 찬가                                                        |
| 2012년 | 1월 27일  | 엄정화, 댄싱퀸즈                      | 댄싱퀸 OST                                                         | Second Chance (Feat. 치타)                                         |
| 2012년 | 2월 14일  | 케이윌                                | 니가 필요해                                                        | 니가 필요해                                                        |
| 2012년 | 2월 22일  | 존 박                                 | Knock                                                              | Good Day                                                           |
| 2012년 | 3월 14일  | 양요섭, 정은지                        | 'A CUBE' FOR SEASON ♯ GREEN                                        | LOVE DAY                                                           |
| 2012년 | 3월 19일  | 이진성                                | 패션왕 OST Part 1                                                  | 너를 꿈꾸다                                                        |
| 2012년 | 3월 23일  | 신화                                  | The Return                                                         | On The Road                                                        |
| 2012년 | 3월 23일  | 신화                                  | The Return                                                         | Welcome                                                            |
| 2012년 | 4월 20일  | 써니힐                                | 백마는 오고 있는가                                                 | 백마는 오고 있는가                                                 |
| 2012년 | 5월 11일  | 아이유                                | 스무 살의 봄                                                       | 하루 끝                                                            |
| 2012년 | 5월 15일  | 인피니트                              | Infinitize                                                         | Feel So Bad                                                        |
| 2012년 | 5월 15일  | 인피니트                              | Infinitize                                                         | With..                                                             |
| 2012년 | 6월 19일  | 박정현                                | Parallax                                                           | 서두르지 마요                                                      |
| 2012년 | 7월 11일  | 임재범                                | TO..                                                               | 어떤 날, 너에게                                                    |
| 2012년 | 7월 11일  | 임재범                                | TO..                                                               | 길                                                                 |
| 2012년 | 7월 17일  | 브라운 아이드 걸스                    | Brown Eyed Girls The Original                                      | 한 여름 밤의 꿈                                                    |
| 2012년 | 8월 31일  | 피에스타                              | VISTA                                                              | VISTA                                                              |
| 2012년 | 8월 31일  | 피에스타                              | VISTA                                                              | Wicked (Feat. 타이거JK)                                            |
| 2012년 | 9월 12일  | 오렌지캬라멜                          | LIPSTICK                                                           | Bubble Bath                                                        |
| 2012년 | 9월 26일  | 동방신기                              | Catch Me                                                           | Destiny                                                            |
| 2012년 | 10월 5일  | 가인                                  | Talk About S.                                                      | 팅커벨                                                             |
| 2012년 | 10월 5일  | 가인                                  | Talk About S.                                                      | 그녀를 만나                                                        |
| 2012년 | 10월 5일  | 가인                                  | Talk About S.                                                      | 피어나                                                             |
| 2012년 | 10월 11일 | 쥬얼리                                | Look At Me                                                         | Single Single                                                      |
| 2012년 | 10월 11일 | 케이윌                                | The 3rd Album Part 1                                               | 이러지마 제발 (Please Don't..)                                     |
| 2012년 | 10월 15일 | 미쓰에이                              | Independent Women Part Ⅲ                                           | Madness (Feat. 택연 of 2PM)                                        |
| 2012년 | 10월 16일 | 에일리                                | Invitation                                                         | 저녁 하늘                                                          |
| 2012년 | 11월 20일 | 투빅                                  | 24시간 후                                                          | 24시간 후                                                          |
| 2012년 | 12월 12일 | 헬로비너스                            | 오늘 뭐해?                                                         | 오늘 뭐해?                                                         |
| 2012년 | 12월 13일 | 오렌지캬라멜, 뉴이스트                | 흰눈 사이로 하이힐 타고                                            | 흰눈 사이로 하이힐 타고                                            |
| 2012년 | 12월 14일 | 써니힐                                | Antique Romance                                                    | Goodbye To Romance                                                 |
| 2013년 | 1월 4일   | 제아                                  | Just JeA                                                           | Day & Nights' (Feat. 에릭 베넷)                                    |
| 2013년 | 1월 4일   | 제아                                  | Just JeA                                                           | 길고양이                                                           |
| 2013년 | 1월 4일   | 제아                                  | Just JeA                                                           | 그대가 잠든 사이                                                   |
| 2013년 | 1월 15일  | 요아리밴드                            | 맘에 드니?                                                         | 니 이름이 뭐니?                                                    |
| 2013년 | 1월 17일  | 빅스                                  | 다칠 준비가 돼 있어                                                | 다칠 준비가 돼 있어                                                |
| 2013년 | 3월 14일  | G.NA                                  | Beautiful Kisses                                                   | Oh, Good!                                                          |
| 2013년 | 3월 18일  | 다비치                                | MYSTIC BALLAD Part 2                                               | 한 사람 얘기                                                       |
| 2013년 | 4월 3일   | 루나플라이                            | Fly To Love                                                        | Fly To Love                                                        |
| 2013년 | 4월 3일   | 루나플라이                            | Fly To Love                                                        | Help Me Find A Way                                                 |
| 2013년 | 4월 3일   | 루나플라이                            | Fly To Love                                                        | 얼마나 좋을까                                                      |
| 2013년 | 4월 3일   | 루나플라이                            | Fly To Love                                                        | 맑은 날 흐린 날                                                    |
| 2013년 | 4월 4일   | 케이윌                                | The 3rd Album Part 2                                               | Love Blossom (러브블러썸)                                          |
| 2013년 | 4월 9일   | 윤하                                  | 직장의 신 OST Part 2                                               | 멀리서 안부                                                        |
| 2013년 | 4월 23일  | 조용필                                | Hello                                                              | 걷고 싶다                                                          |
| 2013년 | 4월 26일  | 히스토리                              | Dreamer                                                            | Dreamer (Narr. 아이유)                                             |
| 2013년 | 5월 2일   | 윤하                                  | Just Listen                                                        | 우리가 헤어진 진짜 이유                                            |
| 2013년 | 5월 20일  | 빅스                                  | Hyde                                                               | Hyde                                                               |
| 2013년 | 5월 27일  | 보아                                  | 상어 OST Part 1                                                    | 천국과 지옥 사이                                                   |
| 2013년 | 6월 14일  | 써니힐                                | Young Folk                                                         | 만인의 연인 (Feat. 하림)                                           |
| 2013년 | 6월 27일  | 울랄라세션                            | Memory                                                             | 한사람                                                             |
| 2013년 | 7월 2일   | 나윤권                                | 상어 OST Part 3                                                    | 몇 날 며칠                                                         |
| 2013년 | 7월 12일  | 에일리                                | A's Doll House                                                     | 열애설                                                             |
| 2013년 | 7월 25일  | 타히티                                | Five Beats Of Hearts                                               | Pretty Face                                                        |
| 2013년 | 7월 31일  | 빅스                                  | Jekyll                                                             | 대.다.나.다.너                                                     |
| 2013년 | 7월 31일  | 김그림                                | 우리만 있어                                                        | 우리만 있어 (Feat. 지환, 칸토)                                     |
| 2013년 | 8월 5일   | EXO                                   | XOXO (KISS＆HUG)                                                   | Lucky                                                              |
| 2013년 | 8월 5일   | 루나플라이                            | 여우아                                                             | 여우야                                                             |
| 2013년 | 8월 27일  | 피에스타                              | Whoo!                                                              | Whoo! (With. 에릭 베넷)                                            |
| 2013년 | 10월 8일  | 아이유                                | Modern Times                                                       | 누구나 비밀은 있다 (Feat. 가인)                                    |
| 2013년 | 10월 8일  | 아이유                                | Modern Times                                                       | 분홍신                                                             |
| 2013년 | 10월 8일  | 아이유                                | Modern Times                                                       | Modern Times                                                       |
| 2013년 | 10월 8일  | 아이유                                | Modern Times                                                       | Obliviate                                                          |
| 2013년 | 10월 8일  | 아이유                                | Modern Times                                                       | 아이야 나랑 걷자 (Feat. 최백호)                                    |
| 2013년 | 10월 8일  | 아이유                                | Modern Times                                                       | Havana                                                             |
| 2013년 | 10월 18일 | 케이윌                                | Will in Fall                                                       | 말실수                                                             |
| 2013년 | 10월 23일 | 신승훈                                | Great Wave                                                         | 내가 많이 변했어 (Feat. 최자)                                      |
| 2013년 | 11월 18일 | 김예림                                | Goodbye 20                                                         | 널 어쩌면 좋을까                                                   |
| 2013년 | 11월 25일 | 빅스                                  | VOODOO                                                             | 저주인형                                                           |
| 2013년 | 11월 28일 | 히스토리                              | Blue Spring                                                        | 난 너한테 뭐야                                                     |
| 2013년 | 11월 28일 | 히스토리                              | Blue Spring                                                        | 신파                                                               |
| 2013년 | 12월 6일  | 윤하                                  | Subsonic                                                           | 괜찮다                                                             |
| 2013년 | 12월 13일 | 제아, 홍종현                          | 펫토리얼리스트 OST                                                 | 반가워, 고마워 (Feat. 팀)                                          |
| 2013년 | 12월 30일 | 2013 SBS 가요대전                     | 2013 SBS 가요대전 OST                                              | You Are A Miracle                                                  |
| 2014년 | 1월 20일  | 레인보우 블랙                         | RB BLAXX                                                           | Cha Cha                                                            |
| 2014년 | 2월 6일   | 가인                                  | Truth Or Dare                                                      | 진실 혹은 대담                                                     |
| 2014년 | 2월 6일   | 가인                                  | Truth Or Dare                                                      | Fxxk U (Feat. 범키)                                                |
| 2014년 | 2월 6일   | 가인                                  | Truth Or Dare                                                      | 폭로                                                               |
| 2014년 | 2월 11일  | 케이윌, 마마무                        | 썸남썸녀                                                           | 썸남썸녀 (Feat. 휘성)                                              |
| 2014년 | 2월 13일  | 박기영                                | 관능의 법칙 OST                                                    | Good Afternoon                                                     |
| 2014년 | 2월 20일  | 제이투엠                              | 감격시대 : 투신의 탄생 OST Part 3                                  | Good Day To Die                                                    |
| 2014년 | 2월 21일  | 박시환                                | 응급남녀 OST Part 3                                                | 그때 우리 사랑은                                                   |
| 2014년 | 3월 19일  | 알리                                  | 나 때문에                                                          | 나 때문에                                                          |
| 2014년 | 3월 25일  | 이선희                                | SERENDIPITY                                                        | 그 중에 그대를 만나                                                |
| 2014년 | 4월 10일  | 투빅                                  | Soul Mate                                                          | 요즘 바쁜가봐                                                      |
| 2014년 | 4월 10일  | 박시환                                | 할 수 있는 건 없다                                                 | 할 수 있는 건 없다                                                 |
| 2014년 | 5월 20일  | 플라이 투 더 스카이                   | CONTINUUM                                                          | 거짓말 같다                                                        |
| 2014년 | 5월 23일  | 김그림                                | 밀어서 잠금 해제                                                   | 밀어서 잠금 해제                                                   |
| 2014년 | 5월 27일  | 빅스                                  | ETERNITY                                                           | 기적                                                               |
| 2014년 | 5월 28일  | 김연우                                | Move                                                               | Move (Feat. 박경 of 블락비)                                        |
| 2014년 | 5월 29일  | 윤하, 정준영                          | 달리 함께                                                          | 달리 함께                                                          |
| 2014년 | 6월 20일  | 윤혁                                  | CS NUMBERS Vol. 7                                                  | 느닷없이 눈물이                                                    |
| 2014년 | 6월 23일  | 히스토리                              | DESIRE                                                             | Psycho                                                             |
| 2014년 | 6월 26일  | 헤일로                                | 체온이 뜨거워                                                      | 체온이 뜨거워                                                      |
| 2014년 | 8월 12일  | DK                                    | CS NUMBERS Vol. 8                                                  | 나였으면 좋겠어                                                    |
| 2014년 | 8월 21일  | 써니힐                                | 1st Album Part A 'Sunny Blues'                                     | 선수입장                                                           |
| 2014년 | 8월 21일  | 써니힐                                | 1st Album Part A 'Sunny Blues'                                     | Monday Blues                                                       |
| 2014년 | 8월 27일  | 주현미                                | 주현미 30주년 앨범                                                 | 가을과 겨울 사이                                                   |
| 2014년 | 8월 29일  | 유리                                  | 거짓말이야                                                         | 거짓말이야 (Feat. 미노 of 프리스타일                               |
| 2014년 | 9월 1일   | 이재훈                                | 20 Years Of Cool                                                   | 안녕들 한가요?                                                     |
| 2014년 | 9월 26일  | JK 김동욱                             | Dirty Dancing                                                      | Dirty Dancing                                                      |
| 2014년 | 10월 2일  | 주이, 인포머                          | 내겐 너무 사랑스러운 그녀 OST Part 3                               | Pray                                                               |
| 2014년 | 10월 14일 | 빅스                                  | Error                                                              | Error                                                              |
| 2014년 | 10월 17일 | 조형우                                | HIM                                                                | 아는 남자 (Feat. 김예림)                                           |
| 2014년 | 11월 17일 | 러블리즈                              | Girls' Invasion                                                    | Candy Jelly Love                                                   |
| 2014년 | 11월 17일 | 러블리즈                              | Girls' Invasion                                                    | 어제처럼 굿나잇                                                    |
| 2014년 | 11월 17일 | 러블리즈                              | Girls' Invasion                                                    | 이별 Chapter 1                                                     |
| 2014년 | 11월 18일 | 토이                                  | Da Capo                                                            | 인생은 아름다워 (With. 다이나믹듀오, Zion.T, Crush)                |
| 2014년 | 11월 18일 | 서프라이즈                            | From My Heart                                                      | 'From My Heart                                                     |
| 2014년 | 11월 21일 | 마마무                                | Piano Man                                                          | Piano Man                                                          |
| 2014년 | 11월 21일 | 마마무                                | Piano Man                                                          | Gentleman (With. 에스나)                                           |
| 2014년 | 12월 11일 | 윤상                                  | The Duets Part 1                                                   | 그 겨울로부터 (With. 팀)                                           |
| 2014년 | 12월 11일 | 윤상                                  | The Duets Part 1                                                   | RE:나에게 (With. 김성규 of 인피니트)                               |
| 2014년 | 12월 23일 | 투빅                                  | Genuine                                                            | 걔 성격 몰라?                                                      |
| 2015년 | 1월 2일   | San E, 효린                           | 노 머시 Part 1                                                     | Coach Me (Feat. 주헌)                                              |
| 2015년 | 1월 9일   | 매드클라운                            | Piece of Mine                                                      | 화 (Feat. 진실 of 매드 솔 차일드)                                  |
| 2015년 | 2월 6일   | 맥케이 김                             | Angle 2 Me                                                         | Angle 2 Me (Feat. 제프 베넷)                                       |
| 2015년 | 2월 10일  | 유니크노트                            | 다시 만나자                                                        | 다시 만나자 (Feat. 영준, 박용인)                                   |
| 2015년 | 3월 12일  | 가인                                  | Hawwah                                                             | Apple (Feat. 박재범)                                               |
| 2015년 | 3월 12일  | 가인                                  | Hawwah                                                             | Paradise Lost                                                      |
| 2015년 | 3월 12일  | 가인                                  | Hawwah                                                             | The First Temptation                                               |
| 2015년 | 3월 25일  | 케이윌                                | RE:                                                                | 꽃이 핀다                                                          |
| 2015년 | 4월 6일   | 박효신                                | Shine Your Light                                                   | Shine Your Light                                                   |
| 2015년 | 4월 20일  | 오마이걸                              | OH MY GIRL                                                         | CUPID                                                              |
| 2015년 | 5월 12일  | 최정원                                | 모르나요                                                           | 모르나요                                                           |
| 2015년 | 5월 14일  | 몬스타엑스                            | TRESPASS                                                           | 무단침입                                                           |
| 2015년 | 5월 18일  | 샤이니                                | Odd                                                                | Alive                                                              |
| 2015년 | 5월 22일  | 다빈크                                | Turbulence                                                         | Love Again                                                         |
| 2015년 | 5월 22일  | 다빈크                                | Turbulence                                                         | End Again                                                          |
| 2015년 | 5월 22일  | 다빈크                                | Turbulence                                                         | Come Again                                                         |
| 2015년 | 6월 1일   | 초이                                  | 너를 꿈꾸다                                                        | 너를 꿈꾸다                                                        |
| 2015년 | 6월 2일   | 나윤권                                | 364일의 꿈                                                         | 364일의 꿈                                                         |
| 2015년 | 6월 10일  | 이승기                                | 그리고...                                                          | 바람                                                               |
| 2015년 | 6월 10일  | 이승기                                | 그리고...                                                          | 우리 함께한 그 모든 순간                                           |
| 2015년 | 6월 18일  | 한상진                                | 나도 영화감독이다 OST Part 1                                       | 돈키호테                                                           |
| 2015년 | 6월 19일  | 어썸베이비                            | 내가 왜?                                                           | 내가 왜?                                                           |
| 2015년 | 7월 29일  | 유승우                                | 예뻐서                                                             | 예뻐서                                                             |
| 2015년 | 8월 20일  | 김나영                                | Believe Me                                                         | Believe Me                                                         |
| 2015년 | 8월 22일  | 윤상, 정준하                          | 무한도전 영동고속도로 가요제                                       | My Life (Feat. 효린)                                               |
| 2015년 | 9월 11일  | 이은미                                | 애인 있어요 OST Part 1                                             | 우리 두 사람                                                       |
| 2015년 | 10월 6일  | 임재범                                | 이름                                                               | 이름                                                               |
| 2015년 | 10월 8일  | 오마이걸                              | CLOSER                                                             | ROUND ABOUT                                                        |
| 2015년 | 10월 21일 | 김동완                                | D                                                                  | PIECE (Feat. 씨잼)                                                 |
| 2015년 | 11월 5일  | 브라운 아이드 걸스                    | BASIC                                                              | 아이스크림의 시간                                                  |
| 2015년 | 11월 5일  | 브라운 아이드 걸스                    | BASIC                                                              | 웜홀                                                               |
| 2015년 | 11월 5일  | 브라운 아이드 걸스                    | BASIC                                                              | Wave                                                               |
| 2015년 | 11월 5일  | 브라운 아이드 걸스                    | BASIC                                                              | 신세계                                                             |
| 2015년 | 11월 10일 | 신승훈                                | I Am... & I Am                                                     | AMIGO                                                              |
| 2015년 | 11월 12일 | 김조한                                | Once In A Lifetime                                                 | Lover And Frined (Feat. 이수인)                                    |
| 2015년 | 11월 27일 | 김동완                                | W                                                                  | 잘자 (Feat. 앤디)                                                  |
| 2015년 | 12월 7일  | 러블리즈                              | Lovelinus                                                          | Circle                                                             |
| 2015년 | 12월 18일 | 효린, 범키, 주영                      | Love Line                                                          | Love Line                                                          |
| 2015년 | 12월 22일 | 가인                                  | 열두 시가 되면                                                     | 열두 시가 되면                                                     |
| 2016년 | 1월 7일   | 수지, 백현                            | Dream                                                              | Dream                                                              |
| 2016년 | 2월 12일  | 김재중                                | NO.X                                                               | 서랍                                                               |
| 2016년 | 2월 25일  | 우주소녀                              | WOULD YOU LIKE?                                                    | MoMoMo (모모모)                                                    |
| 2016년 | 3월 18일  | 오연준, 윤예담, 설가은 문혜성, 송유진 | 위키드 Part 4                                                      | 바람의 멜로디                                                      |
| 2016년 | 4월 10일  | 샘 김                                 | I AM SAM                                                           | SEATTLE                                                            |
| 2016년 | 4월 18일  | 정은지                                | Dream                                                              | 사랑이란                                                           |
| 2016년 | 5월 9일   | 남우현                                | Write..                                                            | 끄덕끄덕                                                           |
| 2016년 | 5월 9일   | 남우현                                | Write..                                                            | 그 사람                                                            |
| 2016년 | 7월 11일  | 여자친구                              | LOL                                                                | LOL                                                                |
| 2016년 | 8월 11일  | 24K                                   | Still 24K                                                          | Still 24K                                                          |
| 2016년 | 8월 16일  | 레이디 제인                           | 이틀이면                                                           | 이틀이면                                                           |
| 2016년 | 8월 31일  | 써니힐                                | Way                                                                | 집으로 가는 길                                                     |
| 2016년 | 9월 9일   | 가인                                  | End Again                                                          | Carrie (The First Day)                                             |
| 2016년 | 9월 9일   | 가인                                  | End Again                                                          | Carnival (The Last Day)                                            |
| 2016년 | 10월 3일  | 박효신                                | I am A Dreamer                                                     | Home                                                               |
| 2016년 | 10월 3일  | 박효신                                | I am A Dreamer                                                     | The Dreamer (I am A Dreamer)                                       |
| 2016년 | 10월 3일  | 박효신                                | I am A Dreamer                                                     | 숨                                                                 |
| 2016년 | 10월 18일 | 윤종신, 민서                          | 2016 월간 윤종신 10월호                                            | 처음                                                               |
| 2016년 | 10월 22일 | 24K                                   | The Real One                                                       | 빙고 (BINGO)                                                       |
| 2016년 | 10월 26일 | 스페이스카우보이                      | The Earth                                                          | 헤어져야 하는 이유                                                 |
| 2016년 | 11월 1일  | 태연                                  | 11:11                                                              | 11:11                                                              |
| 2016년 | 11월 15일 | 샤이니                                | 1 and 1                                                            | If You Love Her                                                    |
| 2018년 | 4월 10일  | EXO-CBX (첸백시)                      | Blooming Days                                                      | Thursday                                                           |
| 2019년 | 6월 29일  | 박효신                                | 싱글 - 戀人 (연인)                                                 | 戀人 (연인)                                                        |
| 2019년 | 10월 25일 | 써니힐(Sunny Hill)                    | 놈놈놈                                                             | 놈놈놈                                                             |
| 2019년 | 11월 16일 | 유산슬                                | 뽕포유                                                             | 사랑의 재개발                                                      |
| 2020년 | 1월 2일   | 브라운 아이드 걸스                    | 2019년 겨울 첫눈으로 만든 그댈 2020년 눈으로 다시 만들 순 없겠지만 | 2019년 겨울 첫눈으로 만든 그댈 2020년 눈으로 다시 만들 순 없겠지만 |
| 2020년 | 3월 1일   | 이나은, 이진솔                        | Da Capo                                                            | 시간차                                                             |
| 2021년 | 5월 21일  | 성시경                                | 시옷 (ㅅ)                                                          | 이음새                                                             |
| 2022년 | 2월 14일  | 태연                                  | INVU                                                               | Some Nights(그런 밤)                                               |
| 2022년 | 5월 17일  | 이수영                                | SORY                                                               | 덧, 알아가려 해                                                    |
| 2022년 | 6월 2일   | 이수영                                | 구필수는 없다 OST Part 9                                           | 시간의 표정                                                        |

## 방송출연/진행

### TV
- 《투유 프로젝트 - 슈가맨》
- 《마이 리틀 텔레비전》
- 《하트시그널》
- 《더 팬》
- 《놀면 뭐하니?》
- 《팬텀싱어》
- 《싱어게인》
- 《싱어게인2》
- 《톡이나 할까?》
- 《꼬리에 꼬리를 무는 그날 이야기》
- 《싱어게인3》
- 《성지순례》
- 《김이나의 비인칭 시점》
- 《TV조선 대학가요제》

### 라디오
- 2014년 ~ 2015년 《타블로와 꿈꾸는 라디오》 고정 게스트
- 2016년 ~ 2020년 6월 1일 《김창열의 올드스쿨》 고정 게스트
- 2019년 4월 1일 ~ 2020년 5월 10일 MBC 표준FM 《김이나의 밤편지》 DJ
- 2020년 5월 11일 ~ 2023년 11월 19일 MBC 표준FM, 2023년 11월 20일 ~ 현재 MBC FM4U 《김이나의 별이 빛나는 밤에》 DJ (27대 별밤지기)

## 광고
- 2022년 글락스스미스클라인 테라플루
- 2024년 종근당 브레이닝

## 참조
1. ↑  [신나는 공부/꿈★을 만나다]청원여고 조희영 양, 작사가 김이나를 만나다